# Taulignan
Taulignan est une commune française située dans le département de la Drôme en région Auvergne-Rhône-Alpes.

## Géographie

### Localisation
La commune de Taulignan est située dans la Drôme provençale, à 29 km à l'est de Pierrelatte et à 27 km au sud-est de Montélimar.

### Relief et géologie
La commune se situe à l'altitude moyenne de 289 m. La mairie se situe à l'altitude de 267 m, au pied de la butte du village historique.
Sites particuliers :
- Cime de Rozier (689 m)
- Crête de Pierre Martin
- la Girarde (271 m)
- Montagne de Rozier
- Serre Court
- Serre de Grangeon
- Serre de Pic (368 m)
- Serre Devin (251 m)
- Serre Enrichier (750 m)
- Serre Fachet (678 m)
- Serre Long
- Serre Muat (696 m)
- Serre Peyrard (507 m)
- Serre Pigière (701 m)
- Serre Saint-Martin (265 m)

#### Géologie
La roche dominante aux alentours de Taulignan est le safre, appellation locale d'un grès calcaréo-marneux friable du Miocène. Ces sédiments du tertiaire, notamment du Burdigalien et du Langhien, se retrouvent dans toute la région. Des dalles calcaires en molasse burdigalienne ont été découpées et érigées au bord des champs.

### Hydrographie

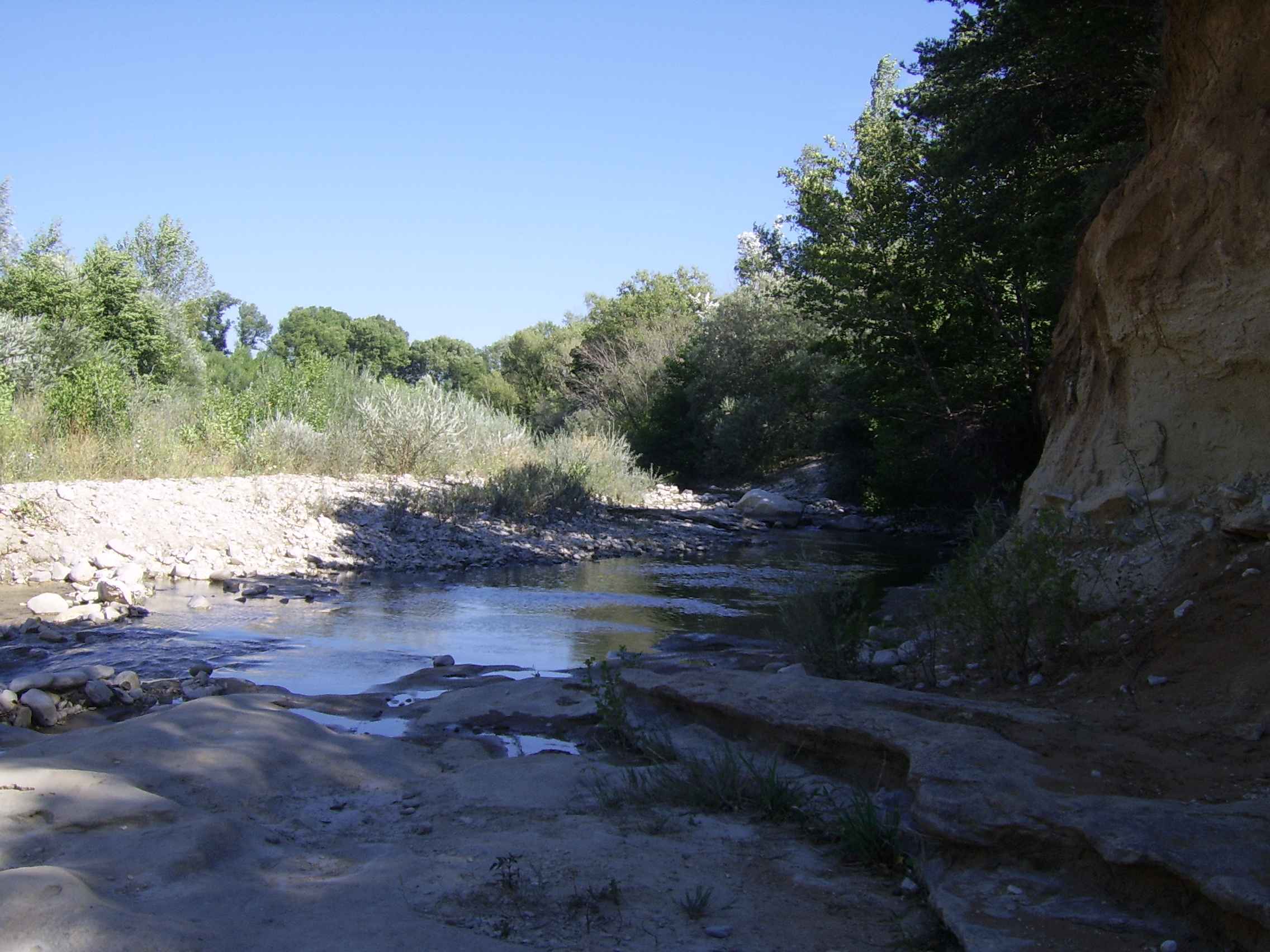
Le Lez.

La commune est arrosée par les cours d'eau suivants :
- la Berre
- la Chalerne[4]
- le Lez[5]
- Ravin de Charroux
- Ravin de Gurnier
- Ravin de Lamarat
- Ravin de l'Esclauseau
- Ravin de Riaille
- Ravin des Combes
- Ravin des Condamines
- Ravin des Entrebufes
- Ravin des Escrioles
- Ravin des Grailles
- Ravin des Seynières
- Ravin de Vernonsière
- Ravin du Coulant du Pommier
- Ruisseau de Font Pourchère

En 1891, le ruisseau Aiguebelle est attesté. C'est un affluent de la Berre.

### Climat
Pour des articles plus généraux, voir Climat d'Auvergne-Rhône-Alpes et Climat de la Drôme.
En 2010, le climat de la commune est de type climat méditerranéen altéré, selon une étude du Centre national de la recherche scientifique s'appuyant sur une série de données couvrant la période 1971-2000. En 2020, Météo-France publie une typologie des climats de la France métropolitaine dans laquelle la commune est dans une zone de transition entre le climat de montagne et le climat méditerranéen et est dans la région climatique  Provence, Languedoc-Roussillon, caractérisée par une pluviométrie faible en été, un très bon ensoleillement (2 600 h/an), un été chaud (21,5 °C), un air très sec en été, sec en toutes saisons, des vents forts (fréquence de 40 à 50 % de vents > 5 m/s) et peu de brouillards. 
Pour la période 1971-2000, la température annuelle moyenne est de 12,9 °C, avec une amplitude thermique annuelle de 17,3 °C. Le cumul annuel moyen de précipitations est de 894 mm, avec 6,7 jours de précipitations en janvier et 3,8 jours en juillet. Pour la période 1991-2020, la température moyenne annuelle observée sur la station météorologique installée sur la commune est de 14,0 °C et le cumul annuel moyen de précipitations est de 842,4 mm,. Pour l'avenir, les paramètres climatiques de la commune estimés pour 2050 selon différents scénarios d'émission de gaz à effet de serre sont consultables sur un site dédié publié par Météo-France en novembre 2022.
| Mois                                  | jan.          | fév.           | mars            | avril           | mai           | juin          | jui.          | août           | sep.           | oct.          | nov.          | déc.          | année      |
| ------------------------------------- | ------------- | -------------- | --------------- | --------------- | ------------- | ------------- | ------------- | -------------- | -------------- | ------------- | ------------- | ------------- | ---------- |
| Température minimale moyenne (°C)     | 1,9           | 2              | 4,5             | 6,9             | 10,6          | 14,2          | 16,4          | 16,3           | 13             | 9,9           | 5,5           | 2,6           | 8,7        |
| Température moyenne (°C)              | 5,8           | 6,5            | 9,8             | 12,6            | 16,6          | 20,8          | 23,3          | 23             | 18,7           | 14,8          | 9,6           | 6,4           | 14         |
| Température maximale moyenne (°C)     | 9,7           | 10,9           | 15              | 18,3            | 22,7          | 27,5          | 30,3          | 29,6           | 24,5           | 19,7          | 13,6          | 10,3          | 19,3       |
| Record de froid (°C) date du record   | −6,9 26.01.00 | −11,4 05.02.12 | −9 02.03.05     | −1,8 14.04.1998 | 2,4 01.05.17  | 7,3 15.06.08  | 8,9 11.07.07  | 7,7 30.08.1998 | 4,8 30.09.1995 | −1 26.10.03   | −5,3 27.11.10 | −8,2 20.12.09 | −11,4 2012 |
| Record de chaleur (°C) date du record | 21,7 10.01.15 | 23,6 23.02.20  | 26,9 18.03.1997 | 29,5 24.04.07   | 32,5 31.05.01 | 39,2 28.06.19 | 39,2 22.07.19 | 41,5 06.08.03  | 35,5 16.09.19  | 29,3 03.10.11 | 23 06.11.15   | 19,3 16.12.15 | 41,5 2003  |
| Précipitations (mm)                   | 67            | 46,1           | 47,8            | 75,6            | 74,2          | 46,3          | 47,2          | 62,6           | 96,9           | 103,4         | 115,9         | 59,4          | 842,4      |

## Urbanisme

### Typologie
Au 1er janvier 2024, Taulignan est catégorisée commune rurale à habitat dispersé, selon la nouvelle grille communale de densité à 7 niveaux définie par l'Insee en 2022.
Elle est située hors unité urbaine. Par ailleurs la commune fait partie de l'aire d'attraction de Valréas, dont elle est une commune de la couronne,. Cette aire, qui regroupe 12 communes, est catégorisée dans les aires de moins de 50 000 habitants,.

### Occupation des sols
L'occupation des sols de la commune, telle qu'elle ressort de la base de données européenne d’occupation biophysique des sols Corine Land Cover (CLC), est marquée par l'importance des forêts et milieux semi-naturels (49,4 % en 2018), une proportion sensiblement équivalente à celle de 1990 (49,6 %). La répartition détaillée en 2018 est la suivante : forêts (39,8 %), zones agricoles hétérogènes (27,2 %), cultures permanentes (21,4 %), milieux à végétation arbustive et/ou herbacée (9,5 %), zones urbanisées (1,9 %), espaces ouverts, sans ou avec peu de végétation (0,1 %). L'évolution de l’occupation des sols de la commune et de ses infrastructures peut être observée sur les différentes représentations cartographiques du territoire : la carte de Cassini (XVIIIe siècle), la carte d'état-major (1820-1866) et les cartes ou photos aériennes de l'IGN pour la période actuelle (1950 à aujourd'hui).

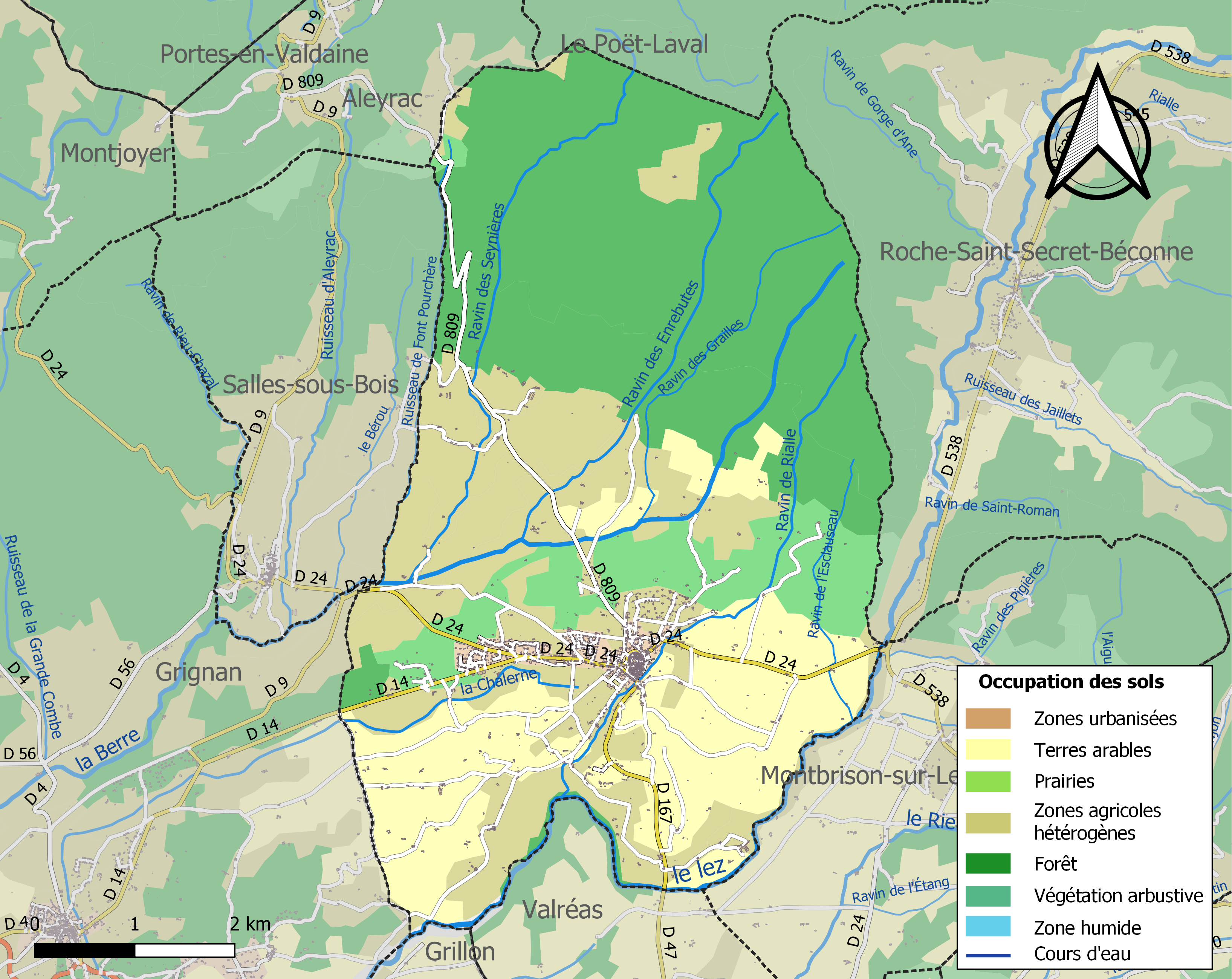
Carte des infrastructures et de l'occupation des sols de la commune en 2018 (CLC).

### Morphologie urbaine

#### Quartiers, hameaux et lieux-dits
Site Géoportail (carte IGN) :
- Alançonne
- Baume Chaix
- Beauregard
- Bel-Air
- Berre
- Bois de Taulignan
- Bourgarelle
- Boyer
- Brétillon
- Chaix
- Chemin des Invasions
- Delière
- Derbou
- Fachet
- Faujas
- Figanier
- Figanier
- Fontaine de Charroux
- Garaix
- Granet
- Grange Blanche
- Grange Rouge
- la Baume
- la Chênaie
- la Chèvre
- la Clarté Notre-Dame
- la Colombière
- la Croix de Bouchet
- la Demandière
- Lamarat
- la Pierre Plantée
- le Béal
- le Grenouillat
- le Haut Saut
- le Paradis
- le Pavillon
- les Achaux
- les Auzières
- les Blaches
- les Bœufs
- les Buissières
- les Chirouzes
- les Clavières
- les Combes
- les Condamines
- les Corps Neufs
- les Enrebufes
- les Estras
- les Étangs
- les Eyrognettes
- les Meules
- les Peyssier
- les Plaines
- les Sausses
- les Seynières
- le Terron
- Longeabri
- Malbois
- Matignié
- Molière
- Péreyrol
- Peyrol
- Pied Gay
- Pierre Feu
- Rialle
- Riste
- Roua
- Rousselle
- Saint-Jacques
- Saint-Marcel
- Saint-Martin
- Saint-Pierre
- Serre de Pic
- Serre Puget
- Serret
- Sespion
- Valeyrac
- Ventebrin

### Voies de communication et transports
La commune est desservie par les routes départementales D 14, D 24, D 167 et D 809.
La gare TGV la plus proche est celle de Montélimar, accessible par la ligne de bus no 71 de la STRADDA raccordant Montélimar à Nyons.
Les deux aéroports les plus importants sont ceux de Lyon et Avignon.

## Toponymie

### Attestations
Le premier témoignage écrit du toponyme date d'une charte par laquelle Ismidon, évêque de Die, donne à l'église Saint-Ruf et à son abbé Letbert les églises de Taulignan et leurs appartenances.

Cette charte date nécessairement d'avant la mort de Letbert en 1110. Le Th de Thauliniaco peut autant provenir d'un tau gallicum que d'une graphie pseudo-savante :
« ego Ismido, gratia Dei Diensis episcopus, dono ecclesie Sancti Ruphi et Letberto abbati, et clericis sibi commissis et successoribus suis ecclesias de Thauliniaco, cum omnibus ad eas pertinentibus, ut ordinent eas sicut eis visum fuerit, ad honorem Dei »

« moi Ismidon, évêque par la grâce de Dieu, donne à l'abbé Letbert et à ses successeurs l'église Saint-Ruf, les églises et le clergé de Thauliniaco confiés à leurs soins, ainsi que tout ce qui en revient, afin que les prêtres les arrangent à leur gré, pour la gloire de Dieu. »
Dictionnaire topographique du département de la Drôme :
- 1119 : mention du prieuré : ecclesia de Taulinhano (cartulaire de Die, 45).
- 1128 : mention du prieuré : ecclesia de Tauliniaco (J. Chevalier, Hist. de Die, I, 460).
- 1276 : Taulinanum (Bibl. nat., mss. fonds lat., 9239, n° 7).
- 1283 : Taulinhacum (Pilot de Thorey, Inventaire des sceaux relatifs au Dauphiné).
- 1284 : castrum de Thaulinhano (Valbonnais, II, 118).
- 1291 : castrum de Teulinhano (cartulaire de Montélimar, 32).
- 1294 : castrum de Toloniano (inventaire des dauphins, 243).
- 1295 : castrum de Teolignano (inventaire des dauphins, 241).
- 1295 : Toulignone (Pilot de Thorey, Inventaire des sceaux relatifs au Dauphiné).
- 1324 : castrum de Theulinhans (Duchesne, Comtes de Valentinois, 29).
- 1343 : castrum de Tauligniaco (cartulaire de Montélimar, 54).
- XIVe siècle : mention du prieuré : prioratus de Tholinhans (pouillé de Die).
- 1352 : de Toulinhano (Long, notaire à Grignan).
- 1355 : Tolinhan (Gall. christ., XVI, 594).
- 1383 : Tolinian (archives de la Drôme, E 5876).
- 1424 : Tolignan et Tholignen (Duchesne, Comtes de Valentinois, 57).
- 1442 : castrum Toulignani (choix de documents, 279).
- 1449 : mention du prieuré : prioratus de Thionlinhan (pouillé hist.).
- 1455 : mention du prieuré : prioratus de Theolinhano (rôle de décimes).
- 1488 : Taulinhacum (archives de la Drôme, E 5955).
- 1509 : mention de l'église Saint-Vincent : ecclesia Sancti Vincentii Theolinhani (visites épiscopales).
- 1519 : mention du prieuré : prioratus de Taulignano (rôle de décimes).
- 1560 : Teulinhanum (archives de la Drôme, E 5956).
- 1587 : Tolignan (inventaire de Bologne).
- 1697 : Theolignan (archives de la Drôme, E 6844).
- 1891 : Taulignan, commune du canton de Grignan.

### Étymologie
- Hypothèse 1 : Le suffixe toponymique en -gnan provient d'un suffixe latin en -anum qui indique la propriété (villa) de telle ou telle personne. Taulignan pourrait donc être à l'origine la villa d'un propriétaire gallo-romain nommé Taulinus.

Ce nom est attesté dans l'anthroponymie gallo-romaine grâce à une inscription latine trouvée à Vaison-la-Romaine au XVIIIe siècle,, mais la transcription a été mise en doute et on en a perdu la trace.
- Hypothèse 2 : une altération de Taurinus. Ce nom est attesté chez les habitants des Alpes cottiennes au Ier siècle[21]. Le nom féminin Taurina se retrouve sur une inscription en langue gauloise d'un peson de fuseau du IIIe siècle découvert à Autun[22]. Il reste à démontrer la possibilité d'une mutation transformant le r en l ; le rhotacisme semblant justement fréquent dans la région[réf. nécessaire].

## Histoire

### Antiquité: les Gallo-romains
Les restes d'un temple romain ont été retrouvés sur le site de la chapelle Saint-Marcel et témoignent d'une présence sédentaire à l'époque gallo-romaine.

### Du Moyen Âge à la Révolution
La seigneurie :
- Au point de vue féodal, Taulignan était une terre (ou seigneurie) qui dépendait pour moitié de la baronnie de Montauban et pour moitié du comté de Valentinois.
- La part des Montauban appartient à une famille de son nom.
- Début XIIIe siècle : les comtes de Valentinois hommagent leur part aux dauphins.
- 1284 : les comtes donnent une charte de libertés municipales aux habitants.
- 1295 : ils acquièrent l'autre moitié et unissent la seigneurie.
- Ils l'apanagent successivement à plusieurs de leurs cadets.
- 1373 : la terre passe (par mariage) aux Bressieux.
- 1401 : elle passe (par héritage) aux Monteynard.
- 1408 : elle passe (par mariage) aux Alleman.
- La terre fait retour aux Monteynard (en 1594[24]).
- 1613 : elle passe (par mariage) aux Grolée-Viriville (ou 1626[24]).
- 1711 : passe (par mariage) aux Olivier de Sénozan.
- 1779 : passe (par héritage) aux Talleyrand-Périgord, derniers seigneurs.

Vers 1110, la famille de Taulignan est attestée avec Bertrand, neveu de Raimond de Montauban, quatrième co-seigneur de Valréas, seigneur de Grillon et de Taulignan en paréage avec les Montauban.
En 1295, les Taulignan vendent la seigneurie à Aymar IV de Poitiers mais en garde le titre jusqu'en 1666, repris par Joseph-François de Blégiers par son alliance avec Françoise de Taulignan.
En 1395, la résistance qu'opposa le bourg de Taulignan aux compagnies bretonnes est l'un des plus brillants faits d’armes qui se soient produits, au XIVe siècle, dans le bas Dauphiné. Hommes, femmes et enfants firent bonne garde, pendant quatre mois, du haut de leurs remparts. Leur vigilance ne prit fin que lorsqu'ils eurent forcé l'ennemi à évacuer la contrée[réf. nécessaire].
Au XVIe siècle, le service paroissial se faisait dans une église dédiée à saint Pierre (voir ce nom).
Démographie :
- 1698 : 400 chefs de famille taillables (payant l'impôt).
- 1708 : 1700 habitants.

Avant 1790, Taulignan était une communauté de l'élection, subdélégation et sénéchaussée de Montélimar.

Elle formait une paroisse du diocèse de Die dont l'église, dédiée à saint Vincent, était celle d'un prieuré de l'ordre de Saint-Augustin (congrégation de Saint-Ruf) qui fut uni au séminaire de Die en 1777 et dont le titulaire avait les dîmes de cette paroisse.
Il y avait aussi, à Taulignan, un couvent d'augustins réformés, fondé en 1628 par les Grolée-Viriville, seigneurs du lieu.

#### Saint-Marcel
La chapelle, réparée en 1693, avait fait partie d'un domaine que les consuls de Taulignan vendirent aux Alleman de Champ, seigneurs du lieu en 1586, et que ces derniers cédèrent aux Vesc, six ans après.

En 1586, le lieu est attesté sous le nom de la grange de Sainct-Marcel (archives de la Drôme, E 6021).
En 1891, c'est une chapelle et un quartier de la commune de Taulignan.

#### Saint-Martin
Ancien prieuré de l'ordre de Saint-Benoît (dépendance de l'abbaye de Cruas). Il fut supprimé au XVe siècle mais il en resta une chapelle, interdite en 1693 et 1737 :
- 1301 : prioratus de Ulmatis (inventaire Morin-Pons, 140).
- 1323 : domus de Ulmitis (défin. de Cluny, LXXV).
- XIVe siècle : prioratus Sancti Martini de Ulmis (pouillé de Die).
- 1471 : Sainct Martin des Ulmes (archives de la Drôme, E 5948).
- 1516 : ecclesia Beati Martini de Ulmis (archives de la Drôme, E 5985).
- 1671 : Saint-Martin des Houlmes (archives de la Drôme, E 6048).
- 1740 : Saint-Martin des Hormes (archives de la Drôme, E 6013).
- 1745 : Saint-Martin des Ormeaux (archives de la Drôme).
- 1891 : Saint-Martin, ancienne chapelle et ferme de la commune de Taulignan.

En 2011, ont été fouillés les vestiges, intégrés à une ferme, d'une chapelle réputée sépulture de Saint Martin des Ormeaux, évêque de Saint-Paul-Trois-Châteaux au VIIe siècle. Ces fouilles ont révélé un sarcophage daté du VIIe siècle ou VIIIe siècle.

#### Saint-Pierre
Ancienne église paroissiale de Taulignan. Elle fut ruinée pendant les guerres de Religion et remplacée par l'église du prieuré dédiée à saint Vincent.

En 1891, le lieu-dit se compose d'une ruine et d'un cimetière.

### De la Révolution à nos jours
En 1790, Taulignan devient le chef-lieu d'un canton du district de Montélimar, comprenant les municipalités de Montbrison, la Roche-Saint-Secret, Salles, Taulignan et Teyssières.

La réorganisation de l'an VIII (1799-1800) retranche de ce canton la commune de la Roche-Saint-Secret et y ajoute celles de Chamaret, Chantemerle, Colonzelle, Gérignan, Réauville, Roussas, Rousset, Saint-Pantaléon et Valaurie.

Le 9 frimaire an X (30 novembre 1801), le chef-lieu fut transféré à Grignan.
Au XIXe siècle, Taulignan devient un important centre industriel du moulinage de la soie. Plusieurs usines emploient une nombreuse main d'œuvre locale. De dix fabriques en 1825, ne comprenant en général qu'un ou deux moulins, on passe à vingt en 1862, employant 56 hommes, 362 femmes et 289 enfants. Beaucoup de ces derniers sont alors considérés comme faisant partie d'« orphelinats industriels ».

Quelques familles possèdent la plupart des usines : Faujas, Dailhe et surtout Armandy ainsi que leurs cousins Cayranne et Peyrol. Il ne reste que huit usines en 1883 et Victor Peyrol domine le marché jusqu'aux années 1930.
De 1906 à 1928, une ligne ferroviaire à voie métrique, le Chemin de fer Taulignan-Grignan-Chamaret, dessert la ville . Ce « tramway », comme on l'appelle alors, est constitué d'une petite locomotive à vapeur tractant une unique voiture[réf. nécessaire].
Le 12 juin 1944, Taulignan subit l'assaut d'une colonne allemande qui laissa dix-huit victimes derrière elle, avant de poursuivre vers Valréas.

## Politique et administration

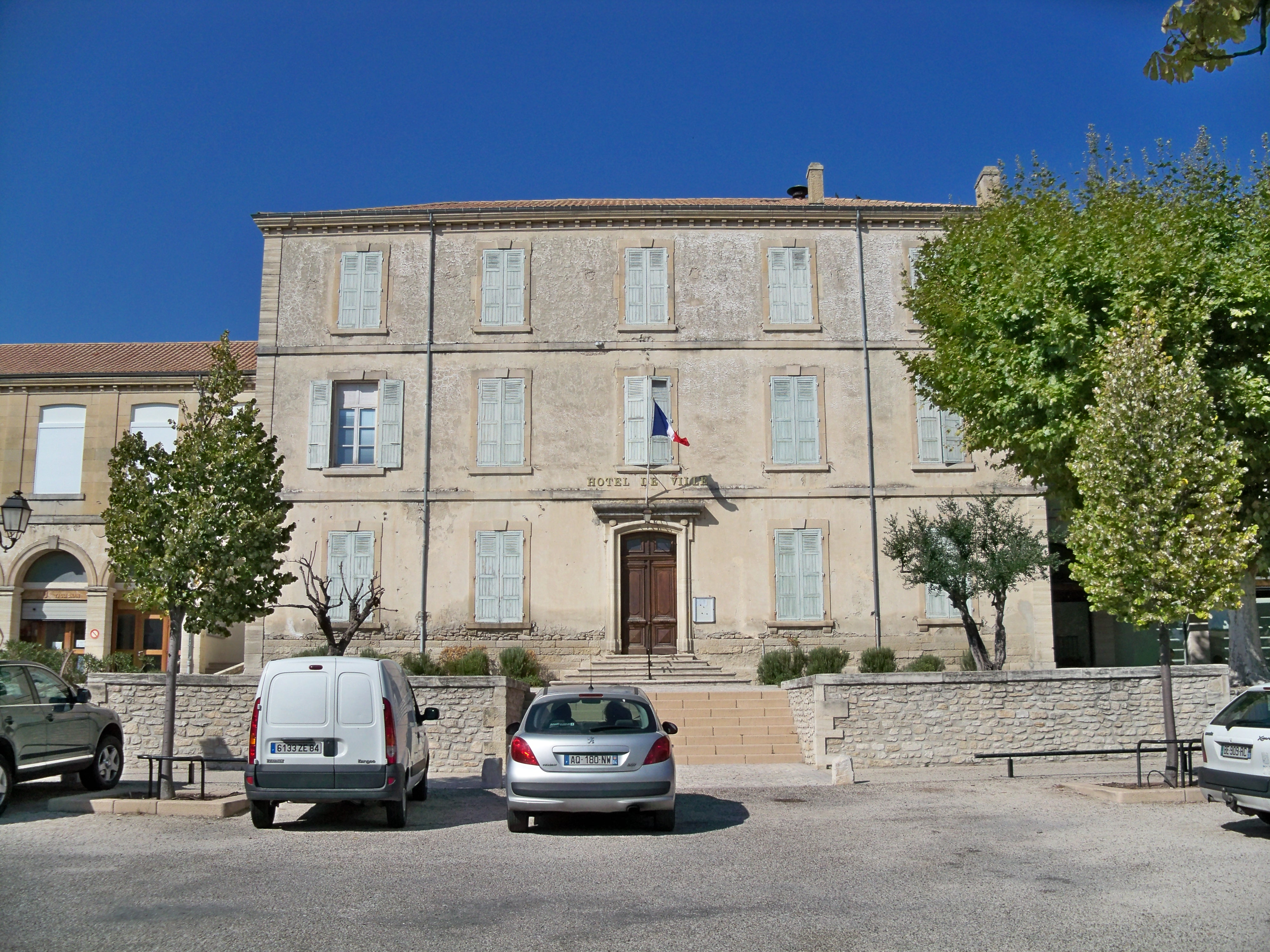
Mairie de Taulignan.

### Administration municipale
Le nombre d'habitants étant de 1 702 en 2022 , le nombre de membres du conseil municipal est de 19. Celui formé est composé de cinq adjoints et de treize conseillers municipaux.

### Liste des maires
| Période                                                                      | Période                        | Identité                               | Étiquette | Qualité                                         |
| ---------------------------------------------------------------------------- | ------------------------------ | -------------------------------------- | --------- | ----------------------------------------------- |
| Les données manquantes sont à compléter. : de la Révolution au Second Empire |                                |                                        |           |                                                 |
| 1790                                                                         | 1871                           | ?                                      |           |                                                 |
| Les données manquantes sont à compléter. : depuis la fin du Second Empire    |                                |                                        |           |                                                 |
| 1871                                                                         | 1874                           | ?                                      |           |                                                 |
| 1874                                                                         | 1878                           | ?                                      |           |                                                 |
| 1878                                                                         | 1884                           | ?                                      |           |                                                 |
| 1884                                                                         | 1888                           | ?                                      |           |                                                 |
| 1888                                                                         | 1892                           | ?                                      |           |                                                 |
| 1892                                                                         | 1896                           | ?                                      |           |                                                 |
| 1896                                                                         | 1900                           | ?                                      |           |                                                 |
| 1900                                                                         | 1904                           | ?                                      |           |                                                 |
| 1904                                                                         | 1908                           | mr. Pontillon                          |           | conseiller d'arrondissement (Canton de Grignan) |
| 1908                                                                         | 1912                           | ?                                      |           |                                                 |
| 1912                                                                         | 1919                           | ?                                      |           |                                                 |
| 1919                                                                         | 1925                           | ?                                      |           |                                                 |
| 1925                                                                         | 1929                           | ?                                      |           |                                                 |
| 1929                                                                         | 1935                           | ?                                      |           |                                                 |
| 1935                                                                         | 1945                           | ?                                      |           |                                                 |
| 1945                                                                         | 1947                           | ?                                      |           |                                                 |
| 1947                                                                         | 1953                           | ?                                      |           |                                                 |
| 1953                                                                         | 1959                           | ?                                      |           |                                                 |
| 1959                                                                         | 1965                           | ?                                      |           |                                                 |
| 1965                                                                         | 1971                           | ?                                      |           |                                                 |
| 1971                                                                         | 1977                           | ?                                      |           |                                                 |
| 1977                                                                         | 1983                           | ?                                      |           |                                                 |
| 1983                                                                         | 1989                           | ?                                      |           |                                                 |
| 1989                                                                         | 1995                           | ?                                      |           |                                                 |
| 1995                                                                         | 2001                           | ?                                      |           |                                                 |
| 2001                                                                         | 2008                           | Jean-François Siaud                    | PS        | conseiller général                              |
| 2008                                                                         | 2014                           | Jean-François Siaud                    |           | maire sortant                                   |
| 2014                                                                         | 2020                           | Jean-Louis Martin                      | DVG       | employé de banque                               |
| 2020                                                                         | En cours (au 16 décembre 2020) | Jean-Louis Martin[source insuffisante] |           | maire sortant                                   |

### Politique environnementale
La commune dispose d'une station de traitement des eaux.

## Population et société

### Démographie
L'évolution du nombre d'habitants est connue à travers les recensements de la population effectués dans la commune depuis 1793. Pour les communes de moins de 10 000 habitants, une enquête de recensement portant sur toute la population est réalisée tous les cinq ans, les populations de référence des années intermédiaires étant quant à elles estimées par interpolation ou extrapolation. Pour la commune, le premier recensement exhaustif entrant dans le cadre du nouveau dispositif a été réalisé en 2008.

En 2022, la commune comptait 1 632 habitants, en évolution de −3,83 % par rapport à 2016 (Drôme : +2,64 %, France hors Mayotte : +2,11 %).
| 1793  | 1800  | 1806  | 1821  | 1831  | 1836  | 1841  | 1846  | 1851  |
| ----- | ----- | ----- | ----- | ----- | ----- | ----- | ----- | ----- |
| 1 400 | 1 716 | 1 859 | 1 885 | 2 145 | 2 202 | 2 336 | 2 320 | 2 349 |

| 1856  | 1861  | 1866  | 1872  | 1876  | 1881  | 1886  | 1891  | 1896  |
| ----- | ----- | ----- | ----- | ----- | ----- | ----- | ----- | ----- |
| 2 247 | 2 190 | 2 167 | 2 271 | 2 310 | 2 280 | 2 331 | 2 224 | 2 221 |

| 1901  | 1906  | 1911  | 1921  | 1926  | 1931  | 1936  | 1946  | 1954  |
| ----- | ----- | ----- | ----- | ----- | ----- | ----- | ----- | ----- |
| 2 060 | 2 082 | 2 017 | 1 581 | 1 385 | 1 419 | 1 272 | 1 133 | 1 046 |

| 1962  | 1968  | 1975  | 1982  | 1990  | 1999  | 2006  | 2008  | 2013  |
| ----- | ----- | ----- | ----- | ----- | ----- | ----- | ----- | ----- |
| 1 135 | 1 199 | 1 202 | 1 419 | 1 586 | 1 571 | 1 589 | 1 588 | 1 683 |

| 2018  | 2022  | - | - | - | - | - | - | - |
| ----- | ----- | - | - | - | - | - | - | - |
| 1 656 | 1 632 | - | - | - | - | - | - | - |

### Enseignement
La commune de Taulignan dépend de l'académie de Grenoble.
Les élèves commencent leurs études sur place, à l'école du Pradou, comportant six classes, pour 58 enfants en maternelle et 76 en primaire.
Les collégiens et lycéens se rendent à Nyons.

### Santé
La commune a construit une maison médicale avec médecins, psychologues, diététiciennes[réf. nécessaire].

### Manifestations culturelles et festivités
- Moto-cross et auto-cross : le premier dimanche de mai[43].
- Fête patronale : le dimanche après le 15 août[43].

### Loisirs
- Pêche[43].
- Randonnées : GR 429, GRP Tour du Pays de Dieulefit[1].

### Médias
Le territoire de la commune se situe dans l'aire de diffusion de plusieurs médias :
- Presse écrite
  - Le Dauphiné libéré, quotidien régional qui consacre, chaque jour, y compris le dimanche, dans son édition de « Romans et Drôme des collines » un ou plusieurs articles à l'actualité du canton et de la commune, ainsi que des informations sur les éventuelles manifestations locales, les travaux routiers, et autres événements divers à caractère local.
  - L'Agriculture Drômoise, journal d'informations agricoles et rurales, couvre l'ensemble du département de la Drôme.
  - Drôme Hebdo (ancien Peuple Libre), hebdomadaire chrétien d'informations.
- Presse audio-visuelle
  - Ici Drôme Ardèche est une radio publique diffusée sur son territoire.

### Cultes
- La paroisse catholique de Taulignan dépend du diocèse de Valence, doyenné de Taulignan[44].
- Les pratiquants de l'église réformée de France disposent d'un temple édifié en 1601. Il fut détruit en 1684 puis reconstruit en 1870[45].

## Économie

### Agriculture
En 1992 : chênes-truffiers et truffes, apiculture (miel), vignes (vins AOC Côtes-du-Rhône).
- Marché : le vendredi[43].
- Marché aux truffes : le dimanche du 15 novembre au 31 mars[43].
- Foire : le premier vendredi du mois[43].

### Tourisme
L'hébergement touristique à Taulignan est assuré par des chambres d'hôtes, des gîtes ruraux et des locations d'appartements. La commune n'a pas d'hôtel.

## Culture locale et patrimoine

### Lieux et monuments
- Chapelle Saint-Marcel (XIe siècle), désaffectée[43].

La chapelle Saint-Marcel a été construite au XIIe siècle sur le site d'un temple romain et sa voûte comme ses arcs-boutants datent du XVIe siècle.
- Église Saint-Vincent de Taulignan (XIe et XIIe siècles), remaniée au XIXe siècle[43].
- Remparts (XIIIe siècle au XVIe siècle) (MH) : porte fortifiée à deux tours, bel appareil[43].

Sous les comtes de Valentinois, au XIVe siècle, le village fut entouré de remparts percés de plusieurs portes fortifiées. La principale était celle d'Enguille, actuellement l'un des ouvrages de guerre médiévaux les mieux conservés de la région. On l'appelle communément la porte du Nord. Ses deux tours rondes sont reliées par une galerie que surmontent des mâchicoulis. À son premier étage, du côté du bourg, était placé le corps de garde. Il reste en tout onze tours de cette enceinte[réf. nécessaire].
- Village ancien : architecture concentrique, rues étroites, fontaines[43].

Les ruelles comportent de nombreuses maisons des XVe, XVIe et XVIIe siècles[réf. nécessaire].
- Temple protestant en rotonde[43].

Il fut construit en 1870 par l'architecte Nicolas Fontanille sur l'emplacement d'un premier temple de 1601. Il est inscrit au titre des monuments historiques depuis octobre 2010.
- L'ancienne usine du pont est l'une de celles qui travaillaient au moulinage de la soie au XIXe siècle. Taulignan était alors l'un des centres de cette industrie, ce qui assura la prospérité d'une commune dont la population atteignit 2 400 habitants. Le musée de la soie, situé sur la place de la mairie, témoigne de cette époque.
- Le monastère de la Clarté Notre-Dame, fondé en 1956, accueille une communauté de moniales dominicaines affiliée à la Fédération Notre-Dame des Prêcheurs[réf. nécessaire].

### Patrimoine naturel
- le Trou Barjassou[1].

### Personnalités liées à la commune
- Saint Martin des Ormeaux : évêque de Saint-Paul-Trois-Châteaux au VIIe siècle. Il se retira à Taulignan en ermite jusqu'à sa mort.
- Jean Patricot (1865-1928) : graveur et peintre, premier Grand Prix de Rome, section gravure, en 1886. Ses parents s'étaient mariés le 27 mai 1862 à Taulignan.
- Victorin Garaix (1890 à Taulignan-1914), dit « Victor » : aviateur détenteur de nombreux records d'aviation avant-guerre (41 sur 110 que possédait la France), notamment avec passagers. Ayant cumulé les fonctions de chef d'atelier et de directeur de l'usine de Saint-Dié des Ateliers Vosgiens d'Industrie Aéronautique à l'âge de 18 ans, il conçoit ensuite un monoplan métallique avec Charles Roux en 1911. Mort pour la France avec le lieutenant de Saizieux lors d'une reconnaissance au-dessus des lignes ennemies à Tucquenieux (54)[50].
- Georges-Henri Pingusson (1894-1978) : architecte, héraut de la modernité. Il est enterré à Taulignan.
- François Rein (1923-1944), Résistant français.

### Héraldique, logotype et devise
| Blason de Taulignan | Blason  | Écartelé : aux 1 et 4, de sable à la croix engrêlée d'or, cantonnée de dix-huit billettes du même, cinq en sautoir à chaque canton en chef, et quatre à ceux de la pointe ; aux 2 et 3, d'argent à deux fasces de gueules. |
| Blason de Taulignan | Détails | Le statut officiel du blason reste à déterminer. |